# Mediendiktatur
Der Begriff der Mediendiktatur (teilweise auch: Mediokratur) ist ein umstrittenes politisches Schlagwort für eine bewusste manipulative Einflussnahme von Massenmedien auf politische Willensbildungsprozesse und Entscheidungen.
Meist steht die Verwendung des Begriffs im Zusammenhang mit Diskussionen über Medienkonzentration.
Beispiele für die Verwendung des Begriffs:
- Die 1968er-Bewegung forderte „Enteignet Springer“, um einer befürchteten Mediendiktatur entgegenzuwirken
- Helmut Thoma (damals Geschäftsführer von RTL) warf 1992 seinem Wettbewerber Leo Kirch vor „Die wollen eine Mediendiktatur etablieren“[1].
- Wladimir Putins Politik der gelenkten Demokratie mittels Kontrolle der Medien wird als Mediendiktatur kritisiert[2]
- Bei der Wahl von Silvio Berlusconi, dem Eigentümer der größten privaten Fernsehkanäle Italiens, als Regierungschef Italiens wurde das Schlagwort von der Mediendiktatur gebraucht.[3][4]
- Dem Herausgeber der Kronenzeitung Hans Dichand wird vorgeworfen aufgrund der enormen Marktstellung der Zeitung und ihren offensiven politischen Unterstützungen politische Entscheidungen und Wahlergebnisse entscheidend beeinflussen zu können.[5]